# Anna (satélite)
Anna (acrónimo de Army-Navy-NASA) fue el nombre de un par de satélites artificiales dedicados a la geodesia y con el objetivo de medir la fuerza y dirección del campo gravitatorio terrestre, localizar el centro de la Tierra y localizar puntos sobre la misma.
Ambos satélites pesaban 160 kg y medían 0,91 m de diámetro. Se alimentaban mediante células solares situadas en su parte media, que cargaban unas baterías de níquel-cadmio. Los instrumentos iban situados en el cuerpo central. Portaban instrumentación óptica y de radio (localización y Doppler). El sistema óptico consistía en una baliza controlada por un comando programado que una vez activado hacía que la baliza emitiese cinco pulsos ópticos muy intensos en intervalos de 5,6 segundos entre cada pulso. Los pulsos eran fotografiados por estaciones terrestres con el fin de llevar a cabo mediciones geodésicas.
Anna 1A fue lanzado el 10 de mayo de 1962 mediante un cohete Delta, pero no llegó a alcanzar órbita por fallo de una de las etapas. Anna 1B, al que suele referirse como Anna a secas, fue lanzado el 31 de octubre de 1962, también mediante un cohete Delta. Las células solares se degradaron rápidamente debido a su paso por el cinturón de radiación. Aun así, Anna proporcionó grandes cantidades de datos geodésicos que permitieron localizar las estaciones de tierra con respecto del centro terrestre, realizando mediciones con una precisión de 20 metros o mejores.

## Parámetros orbitales

### Anna 1B
- Perigeo: 1075 km
- Apogeo: 1181 km
- Inclinación orbital: 50,1 grados
- Período: 107,9 minutos